# 11e étape du Tour d'Espagne 2021
Pour un article plus général, voir Tour d'Espagne 2021.
La 11e étape du Tour d'Espagne 2021 se déroule le mercredi 25 août 2021, entre Antequera et Valdepeñas de Jaén, sur une distance de 133,6 km.

## Déroulement de l'étape
Après environ 30 kilomètres de course, cinq coureurs partent à l'attaque. Ce groupe se compose des Belges Harm Vanhoucke (Lotto Soudal) et Edward Planckaert (Alpecin-Fenix), des Espagnols Jonathan Lastra (Caja Rural) et Joan Bou (Euskaltel-Euskadi) et du Danois Magnus Cort Nielsen (EducationFirst). Dès les premières pentes du Puerto de Locubin, l’avant-dernière ascension de l'étape, Cort-Nielsen lâche ses compagnons d'échappée et part seul en tête. Mais lors de l'ultime montée vers Valdepeñas de Jaén, le coureur danois est repris et dépassé à 300 mètres de la ligne d'arrivée par l'avant-garde du peloton. Dans les derniers mètres, l'Espagnol Enric Mas (Movistar), alors en tête, est dépassé par le Slovène Primož Roglič (Jumbo Visma) qui signe sa deuxième victoire sur cette Vuelta. Eiking  franchit la ligne d'arrivée 11 secondes derrière et conserve le maillot rouge.

## Résultats

### Classement de l'étape
| \| Classement de l'étape \| Classement de l'étape \| Classement de l'étape \| Classement de l'étape \| Classement de l'étape \| \| Coureur \| Coureur \| Pays \| Équipe \| Temps \| \| --------------------- \| --------------------- \| --------------------- \| ---------------------------------- \| --------------------- \| \| 1er \| Primož Roglič \| Slovénie \| Jumbo-Visma \| 3 h 11 min 00 s \| \| 2e \| Enric Mas \| Espagne \| Movistar Team \| + 3 s \| \| 3e \| Miguel Ángel López \| Colombie \| Movistar Team \| + 5 s \| \| 4e \| Jack Haig \| Australie \| Bahrain Victorious \| + 7 s \| \| 5e \| Adam Yates \| Royaume-Uni \| Ineos Grenadiers \| + 7 s \| \| 6e \| Romain Bardet \| France \| Team DSM \| + 7 s \| \| 7e \| Felix Großschartner \| Autriche \| Bora-Hansgrohe \| + 7 s \| \| 8e \| Aleksandr Vlasov \| Russie \| Astana-Premier Tech \| + 7 s \| \| 9e \| Egan Bernal \| Colombie \| Ineos Grenadiers \| + 11 s \| \| 10e \| Odd Christian Eiking \| Norvège \| Intermarché-Wanty-Gobert Matériaux \| + 11 s \| |                      |             |                                    |                 |
| |                      |             |                                    |                 |
| Source : ProCyclingStats |                      |             |                                    |                 |
| Classement de l'étape |                      |             |                                    |                 |
| Coureur | Coureur              | Pays        | Équipe                             | Temps           |
| 1er | Primož Roglič        | Slovénie    | Jumbo-Visma                        | 3 h 11 min 00 s |
| 2e | Enric Mas            | Espagne     | Movistar Team                      | + 3 s           |
| 3e | Miguel Ángel López   | Colombie    | Movistar Team                      | + 5 s           |
| 4e | Jack Haig            | Australie   | Bahrain Victorious                 | + 7 s           |
| 5e | Adam Yates           | Royaume-Uni | Ineos Grenadiers                   | + 7 s           |
| 6e | Romain Bardet        | France      | Team DSM                           | + 7 s           |
| 7e | Felix Großschartner  | Autriche    | Bora-Hansgrohe                     | + 7 s           |
| 8e | Aleksandr Vlasov     | Russie      | Astana-Premier Tech                | + 7 s           |
| 9e | Egan Bernal          | Colombie    | Ineos Grenadiers                   | + 11 s          |
| 10e | Odd Christian Eiking | Norvège     | Intermarché-Wanty-Gobert Matériaux | + 11 s          |

## Classements à l'issue de l'étape

### Classement général
| \| Classement général \| Classement général \| Classement général \| Classement général \| Classement général \| \| Coureur \| Coureur \| Pays \| Équipe \| Temps \| \| ------------------ \| -------------------- \| ------------------ \| ---------------------------------- \| ------------------ \| \| 1er \| Odd Christian Eiking \| Norvège \| Intermarché-Wanty-Gobert Matériaux \| 41 h 48 min 57 s \| \| 2e \| Guillaume Martin \| France \| Cofidis \| + 58 s \| \| 3e \| Primož Roglič \| Slovénie \| Jumbo-Visma \| + 1 min 56 s \| \| 4e \| Enric Mas \| Espagne \| Movistar Team \| + 2 min 31 s \| \| 5e \| Miguel Ángel López \| Colombie \| Movistar Team \| + 3 min 28 s \| \| 6e \| Jack Haig \| Australie \| Bahrain Victorious \| + 3 min 55 s \| \| 7e \| Egan Bernal \| Colombie \| Ineos Grenadiers \| + 4 min 46 s \| \| 8e \| Adam Yates \| Royaume-Uni \| Ineos Grenadiers \| + 4 min 57 s \| \| 9e \| Sepp Kuss \| États-Unis \| Jumbo-Visma \| + 5 min 03 s \| \| 10e \| Felix Großschartner \| Autriche \| Bora-Hansgrohe \| + 5 min 38 s \| |                      |             |                                    |                  |
| |                      |             |                                    |                  |
| Source : ProCyclingStats |                      |             |                                    |                  |
| Classement général |                      |             |                                    |                  |
| Coureur | Coureur              | Pays        | Équipe                             | Temps            |
| 1er | Odd Christian Eiking | Norvège     | Intermarché-Wanty-Gobert Matériaux | 41 h 48 min 57 s |
| 2e | Guillaume Martin     | France      | Cofidis                            | + 58 s           |
| 3e | Primož Roglič        | Slovénie    | Jumbo-Visma                        | + 1 min 56 s     |
| 4e | Enric Mas            | Espagne     | Movistar Team                      | + 2 min 31 s     |
| 5e | Miguel Ángel López   | Colombie    | Movistar Team                      | + 3 min 28 s     |
| 6e | Jack Haig            | Australie   | Bahrain Victorious                 | + 3 min 55 s     |
| 7e | Egan Bernal          | Colombie    | Ineos Grenadiers                   | + 4 min 46 s     |
| 8e | Adam Yates           | Royaume-Uni | Ineos Grenadiers                   | + 4 min 57 s     |
| 9e | Sepp Kuss            | États-Unis  | Jumbo-Visma                        | + 5 min 03 s     |
| 10e | Felix Großschartner  | Autriche    | Bora-Hansgrohe                     | + 5 min 38 s     |

| Classement par points | Classement par points | Classement par points | Classement par points | Classement par points |
| Coureur               | Coureur               | Pays                  | Équipe                | Points                |
| --------------------- | --------------------- | --------------------- | --------------------- | --------------------- |
| 1er                   | Fabio Jakobsen        | Pays-Bas              | Deceuninck-Quick Step | 180 pts               |
| 2e                    | Primož Roglič         | Slovénie              | Jumbo-Visma           | 101 pts               |
| 3e                    | Magnus Cort Nielsen   | Danemark              | EF Education-Nippo    | 84 pts                |
| 4e                    | Arnaud Démare         | France                | Groupama-FDJ          | 74 pts                |
| 5e                    | Alberto Dainese       | Italie                | Team DSM              | 73 pts                |
| 6e                    | Michael Matthews      | Australie             | BikeExchange          | 70 pts                |
| 7e                    | Enric Mas             | Espagne               | Movistar Team         | 69 pts                |
| 8e                    | Lilian Calmejane      | France                | AG2R Citroën Team     | 59 pts                |
| 9e                    | Matteo Trentin        | Italie                | UAE Team Emirates     | 54 pts                |
| 10e                   | Miguel Ángel López    | Colombie              | Movistar Team         | 52 pts                |

| Classement par points | Classement par points | Classement par points | Classement par points | Classement par points |
| Coureur               | Coureur               | Pays                  | Équipe                | Points                |
| --------------------- | --------------------- | --------------------- | --------------------- | --------------------- |
| 1er                   | Fabio Jakobsen        | Pays-Bas              | Deceuninck-Quick Step | 180 pts               |
| 2e                    | Primož Roglič         | Slovénie              | Jumbo-Visma           | 101 pts               |
| 3e                    | Magnus Cort Nielsen   | Danemark              | EF Education-Nippo    | 84 pts                |
| 4e                    | Arnaud Démare         | France                | Groupama-FDJ          | 74 pts                |
| 5e                    | Alberto Dainese       | Italie                | Team DSM              | 73 pts                |
| 6e                    | Michael Matthews      | Australie             | BikeExchange          | 70 pts                |
| 7e                    | Enric Mas             | Espagne               | Movistar Team         | 69 pts                |
| 8e                    | Lilian Calmejane      | France                | AG2R Citroën Team     | 59 pts                |
| 9e                    | Matteo Trentin        | Italie                | UAE Team Emirates     | 54 pts                |
| 10e                   | Miguel Ángel López    | Colombie              | Movistar Team         | 52 pts                |

| Classement de la montagne | Classement de la montagne | Classement de la montagne | Classement de la montagne          | Classement de la montagne |
| Coureur                   | Coureur                   | Pays                      | Équipe                             | Points                    |
| ------------------------- | ------------------------- | ------------------------- | ---------------------------------- | ------------------------- |
| 1er                       | Damiano Caruso            | Italie                    | Bahrain Victorious                 | 31 pts                    |
| 2e                        | Romain Bardet             | France                    | Team DSM                           | 22 pts                    |
| 3e                        | Michael Storer            | Australie                 | Team DSM                           | 17 pts                    |
| 4e                        | Pavel Sivakov             | Russie                    | Ineos Grenadiers                   | 16 pts                    |
| 5e                        | Jack Haig                 | Australie                 | Bahrain Victorious                 | 15 pts                    |
| 6e                        | Primož Roglič             | Slovénie                  | Jumbo-Visma                        | 12 pts                    |
| 7e                        | Kenny Elissonde           | France                    | Trek-Segafredo                     | 11 pts                    |
| 8e                        | Rein Taaramäe             | Estonie                   | Intermarché-Wanty-Gobert Matériaux | 10 pts                    |
| 9e                        | Sepp Kuss                 | États-Unis                | Jumbo-Visma                        | 9 pts                     |
| 10e                       | Magnus Cort Nielsen       | Danemark                  | EF Education-Nippo                 | 8 pts                     |

| Classement de la montagne | Classement de la montagne | Classement de la montagne | Classement de la montagne          | Classement de la montagne |
| Coureur                   | Coureur                   | Pays                      | Équipe                             | Points                    |
| ------------------------- | ------------------------- | ------------------------- | ---------------------------------- | ------------------------- |
| 1er                       | Damiano Caruso            | Italie                    | Bahrain Victorious                 | 31 pts                    |
| 2e                        | Romain Bardet             | France                    | Team DSM                           | 22 pts                    |
| 3e                        | Michael Storer            | Australie                 | Team DSM                           | 17 pts                    |
| 4e                        | Pavel Sivakov             | Russie                    | Ineos Grenadiers                   | 16 pts                    |
| 5e                        | Jack Haig                 | Australie                 | Bahrain Victorious                 | 15 pts                    |
| 6e                        | Primož Roglič             | Slovénie                  | Jumbo-Visma                        | 12 pts                    |
| 7e                        | Kenny Elissonde           | France                    | Trek-Segafredo                     | 11 pts                    |
| 8e                        | Rein Taaramäe             | Estonie                   | Intermarché-Wanty-Gobert Matériaux | 10 pts                    |
| 9e                        | Sepp Kuss                 | États-Unis                | Jumbo-Visma                        | 9 pts                     |
| 10e                       | Magnus Cort Nielsen       | Danemark                  | EF Education-Nippo                 | 8 pts                     |

| Classement du meilleur jeune | Classement du meilleur jeune | Classement du meilleur jeune | Classement du meilleur jeune | Classement du meilleur jeune |
| Coureur                      | Coureur                      | Pays                         | Équipe                       | Temps                        |
| ---------------------------- | ---------------------------- | ---------------------------- | ---------------------------- | ---------------------------- |
| 1er                          | Egan Bernal                  | Colombie                     | Ineos Grenadiers             | 41 h 53 min 43 s             |
| 2e                           | Aleksandr Vlasov             | Russie                       | Astana-Premier Tech          | + 1 min 22 s                 |
| 3e                           | Gino Mäder                   | Suisse                       | Bahrain Victorious           | + 2 min 08 s                 |
| 4e                           | Juan Pedro López             | Espagne                      | Trek-Segafredo               | + 4 min 49 s                 |
| 5e                           | Rémy Rochas                  | France                       | Cofidis                      | + 17 min 12 s                |
| 6e                           | Steff Cras                   | Belgique                     | Lotto-Soudal                 | + 32 min 52 s                |
| 7e                           | Clément Champoussin          | France                       | AG2R Citroën Team            | + 33 min 02 s                |
| 8e                           | Michael Storer               | Australie                    | Team DSM                     | + 38 min 55 s                |
| 9e                           | Jefferson Cepeda             | Équateur                     | Caja Rural-Seguros RGA       | + 42 min 08 s                |
| 10e                          | Pavel Sivakov                | Russie                       | Ineos Grenadiers             | + 47 min 24 s                |

| Classement du meilleur jeune | Classement du meilleur jeune | Classement du meilleur jeune | Classement du meilleur jeune | Classement du meilleur jeune |
| Coureur                      | Coureur                      | Pays                         | Équipe                       | Temps                        |
| ---------------------------- | ---------------------------- | ---------------------------- | ---------------------------- | ---------------------------- |
| 1er                          | Egan Bernal                  | Colombie                     | Ineos Grenadiers             | 41 h 53 min 43 s             |
| 2e                           | Aleksandr Vlasov             | Russie                       | Astana-Premier Tech          | + 1 min 22 s                 |
| 3e                           | Gino Mäder                   | Suisse                       | Bahrain Victorious           | + 2 min 08 s                 |
| 4e                           | Juan Pedro López             | Espagne                      | Trek-Segafredo               | + 4 min 49 s                 |
| 5e                           | Rémy Rochas                  | France                       | Cofidis                      | + 17 min 12 s                |
| 6e                           | Steff Cras                   | Belgique                     | Lotto-Soudal                 | + 32 min 52 s                |
| 7e                           | Clément Champoussin          | France                       | AG2R Citroën Team            | + 33 min 02 s                |
| 8e                           | Michael Storer               | Australie                    | Team DSM                     | + 38 min 55 s                |
| 9e                           | Jefferson Cepeda             | Équateur                     | Caja Rural-Seguros RGA       | + 42 min 08 s                |
| 10e                          | Pavel Sivakov                | Russie                       | Ineos Grenadiers             | + 47 min 24 s                |

| Classement par équipes | Classement par équipes             | Classement par équipes | Classement par équipes |
| Équipe                 | Équipe                             | Pays                   | Temps                  |
| ---------------------- | ---------------------------------- | ---------------------- | ---------------------- |
| 1re                    | Ineos Grenadiers                   | Royaume-Uni            | 125 h 25 min 12 s      |
| 2e                     | UAE Team Emirates                  | Émirats arabes unis    | + 12 min 18 s          |
| 3e                     | Movistar Team                      | Espagne                | + 14 min 17 s          |
| 4e                     | Bahrain Victorious                 | Bahreïn                | + 15 min 10 s          |
| 5e                     | Jumbo-Visma                        | Pays-Bas               | + 19 min 56 s          |
| 6e                     | Trek-Segafredo                     | États-Unis             | + 29 min 58 s          |
| 7e                     | Intermarché-Wanty-Gobert Matériaux | Belgique               | + 40 min 38 s          |
| 8e                     | Astana-Premier Tech                | Kazakhstan             | + 45 min 56 s          |
| 9e                     | AG2R Citroën Team                  | France                 | + 52 min 23 s          |
| 10e                    | Cofidis                            | France                 | + 58 min 28 s          |

| Classement par équipes | Classement par équipes             | Classement par équipes | Classement par équipes |
| Équipe                 | Équipe                             | Pays                   | Temps                  |
| ---------------------- | ---------------------------------- | ---------------------- | ---------------------- |
| 1re                    | Ineos Grenadiers                   | Royaume-Uni            | 125 h 25 min 12 s      |
| 2e                     | UAE Team Emirates                  | Émirats arabes unis    | + 12 min 18 s          |
| 3e                     | Movistar Team                      | Espagne                | + 14 min 17 s          |
| 4e                     | Bahrain Victorious                 | Bahreïn                | + 15 min 10 s          |
| 5e                     | Jumbo-Visma                        | Pays-Bas               | + 19 min 56 s          |
| 6e                     | Trek-Segafredo                     | États-Unis             | + 29 min 58 s          |
| 7e                     | Intermarché-Wanty-Gobert Matériaux | Belgique               | + 40 min 38 s          |
| 8e                     | Astana-Premier Tech                | Kazakhstan             | + 45 min 56 s          |
| 9e                     | AG2R Citroën Team                  | France                 | + 52 min 23 s          |
| 10e                    | Cofidis                            | France                 | + 58 min 28 s          |

## Abandons
- Alex Aranburu (Astana-Premier Tech) : non-partant
- Jasper Philipsen (Alpecin-Fenix) : non-partant
- Simon Carr (EF Education-Nippo) : abandon